# Parimabé
Parimabé est la capitale de la paroisse civile de Sierra Parima dans la municipalité d'Alto Orinoco dans l'État d'Amazonas au Venezuela.

## Histoire
En mars 2022, quatre indiens Yanomami sont assassinés par des militaires vénézuéliens à Parimabé, officiellement en raison d'une bagarre qui aurait dégénéré et officieusement car les indiens auraient refusé d'accorder une autorisation pour l'exploration minière sur leur territoire. Les décès ont été confirmés par le gouverneur de l'État, Miguel Rodríguez.